# Григориос Пападакис
Григориос (Григорис) Пападакис (на гръцки: Γρηγόριος, Γρηγόρης Παπαδάκης) е гръцки революционер, деец на Гръцката въоръжена пропаганда в Македония от началото на XX век. Григориос Пападакис е роден в Кастелос на остров Крит. Присъединява се към гръцката пропаганда и оглавява голяма чета от 50 души в Македония.